# 鶴来駅
鶴来駅（つるぎえき）は、石川県白山市鶴来本町4丁目にある、北陸鉄道石川線の駅で同線の終着駅である。駅番号はI17。

## 歴史
- 1915年（大正4年）6月22日：石川鉄道の新野々市駅（現在の新西金沢駅） - 当駅間の開業にあわせて開設される[3][4][5][8][11]。
- 1927年（昭和2年）12月28日：金名鉄道の鶴来町駅（開業時、鶴来駅に隣接） - 神社前駅（後の加賀一の宮駅）間が開業[4][5][6][11]。
- 1929年（昭和4年）3月11日：金名鉄道が金沢電気軌道に買収、金名鉄道の鶴来町駅を鶴来駅に統合[12]。
- 1932年（昭和7年）1月16日：能美電気鉄道の天狗山駅 - 当駅間が開業[13]。
- 1939年（昭和14年）8月1日：能美電気鉄道が金沢電気軌道に事業譲渡[4][14]。
- 1943年（昭和18年）10月13日：北陸鉄道（現法人）設立に伴い[8][11][15]、同社の石川線・能美線の駅となる。
- 1949年（昭和24年）6月21日：能美線が石川線に直結される[15]。
- 1967年（昭和42年）7月25日：石川線新西金沢駅にあった車両工場・検車区を移設し開設[16][17][18]。
- 1980年（昭和55年）
  - 3月20日：駅舎の改築工事が完成[8]。
  - 9月14日：能美線が廃止[11][19][20]。
- 2007年（平成19年）
  - 4月1日：白山市コミュニティバス『めぐーる』公立つるぎ病院ルートが接続開始。
  - 12月31日：鉄道廃止路線を代替してきた能美線路線バスが廃止[21]。
- 2008年（平成20年）10月23日：当駅 - 加賀一の宮駅間（2.1キロメートル）の廃止届（廃止予定日2009年11月1日）を国土交通省北陸信越運輸局に提出[22]。
- 2009年（平成21年）11月1日：当駅 - 加賀一の宮駅間が廃止され[4][8]、終着駅となる[2]。
- 2019年（令和元年）12月22日：ほうらい祭り唄の発車メロディが導入される。

## 駅構造

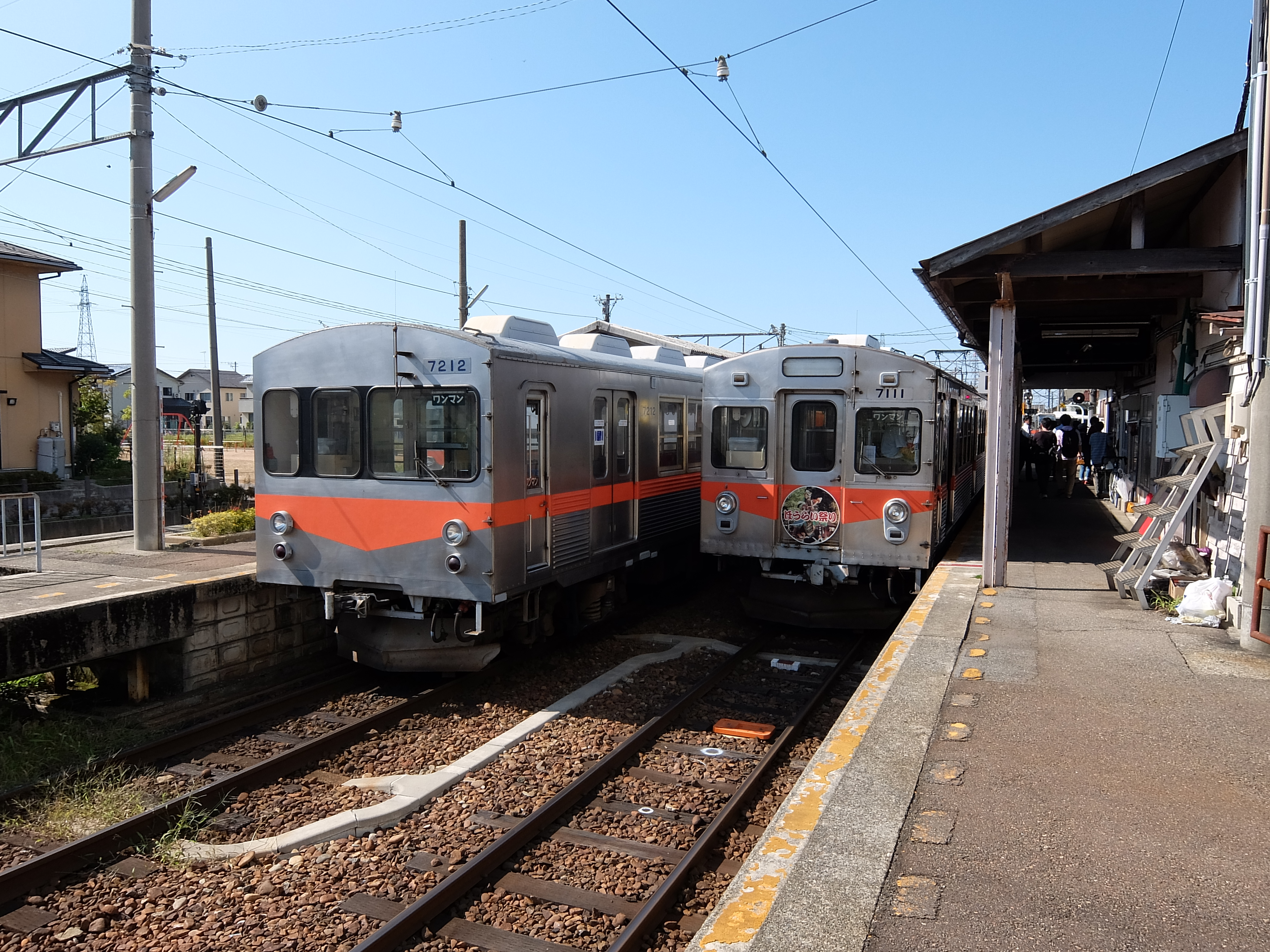
鶴来駅で発車を待つ列車

相対式ホーム2面2線を有する地上駅で、有人駅である。木造駅舎を有する。
駅舎側が1番線、向い側が2番線で、その反対側は能美線廃止以前は3番線とされ、新寺井方面に向かう列車が使用していた（現在は留置用として使用されている）。当駅と加賀一の宮駅の間が廃止された後も1番線に到着した列車は旧加賀一の宮方へ引き込み、2番線に入れ換えを行ってから野町行として発車することが多いが、1番線からそのまま折り返すことも可能であるため必ず2番線が野町行と決まっていない。線路は当駅構内から加賀一の宮方面へ延び、石川県道45号金沢鶴来線と交差する踏切跡の手前で車止になっている。
駅舎は開業時から使用されており、駅舎内にはかつて北陸鉄道で使用された鉄道の備品が展示されている。

### のりば
| 番線 | 路線    | 方向 | 行先     | 備考           |
| ---- | ------- | ---- | -------- | -------------- |
| 1    | ■石川線 | 上り | 野町方面 |                |
| 2    | ■石川線 | 上り | 野町方面 | 乗車専用ホーム |

## 利用状況
「白山市統計書」によると、近年の1日平均乗降人員の推移は以下のとおりである。
| 年度               | 1日平均 乗降人員 | 出典    |
| ------------------ | ---------------- | ------- |
| 2000年（平成12年） | 979              | [ * 2 ] |
| 2001年（平成13年） | 861              | [ * 2 ] |
| 2002年（平成14年） | 885              | [ * 2 ] |
| 2003年（平成15年） | 849              | [ * 2 ] |
| 2004年（平成16年） | 801              | [ * 2 ] |
| 2005年（平成17年） | 771              | [ * 3 ] |
| 2006年（平成18年） | 755              | [ * 3 ] |
| 2007年（平成19年） | 801              | [ * 3 ] |
| 2008年（平成20年） | 792              | [ * 3 ] |
| 2009年（平成21年） | 803              | [ * 3 ] |
| 2010年（平成22年） | 842              | [ * 4 ] |
| 2011年（平成23年） | 830              | [ * 4 ] |
| 2012年（平成24年） | 922              | [ * 4 ] |
| 2013年（平成25年） | 980              | [ * 4 ] |
| 2014年（平成26年） | 979              | [ * 4 ] |
| 2015年（平成27年） | 1,070            | [ * 5 ] |
| 2016年（平成28年） | 1,045            | [ * 5 ] |
| 2017年（平成29年） | 1,102            | [ * 5 ] |
| 2018年（平成30年） | 1,069            | [ * 6 ] |
| 2019年（令和元年） | 1,055            | [ * 6 ] |
| 2020年（令和02年） | 731              | [ * 6 ] |
| 2021年（令和02年） | 736              | [ * 1 ] |
| 2022年（令和04年） | 806              | [ * 1 ] |

## 駅周辺
- 白山市役所鶴来支所 - 旧鶴来町役場で駅前にある。
- 白山市立鶴来中学校
- 鶴来郵便局
- 石川県立鶴来高等学校
- 石川県道179号野々市鶴来線（鶴来街道）
- 石川県道45号金沢鶴来線
- 国道157号 鶴来バイパス
- 七ヶ用水

## バス路線
- 北鉄白山バス
  - 河原山線（鶴来駅 - 瀬女）

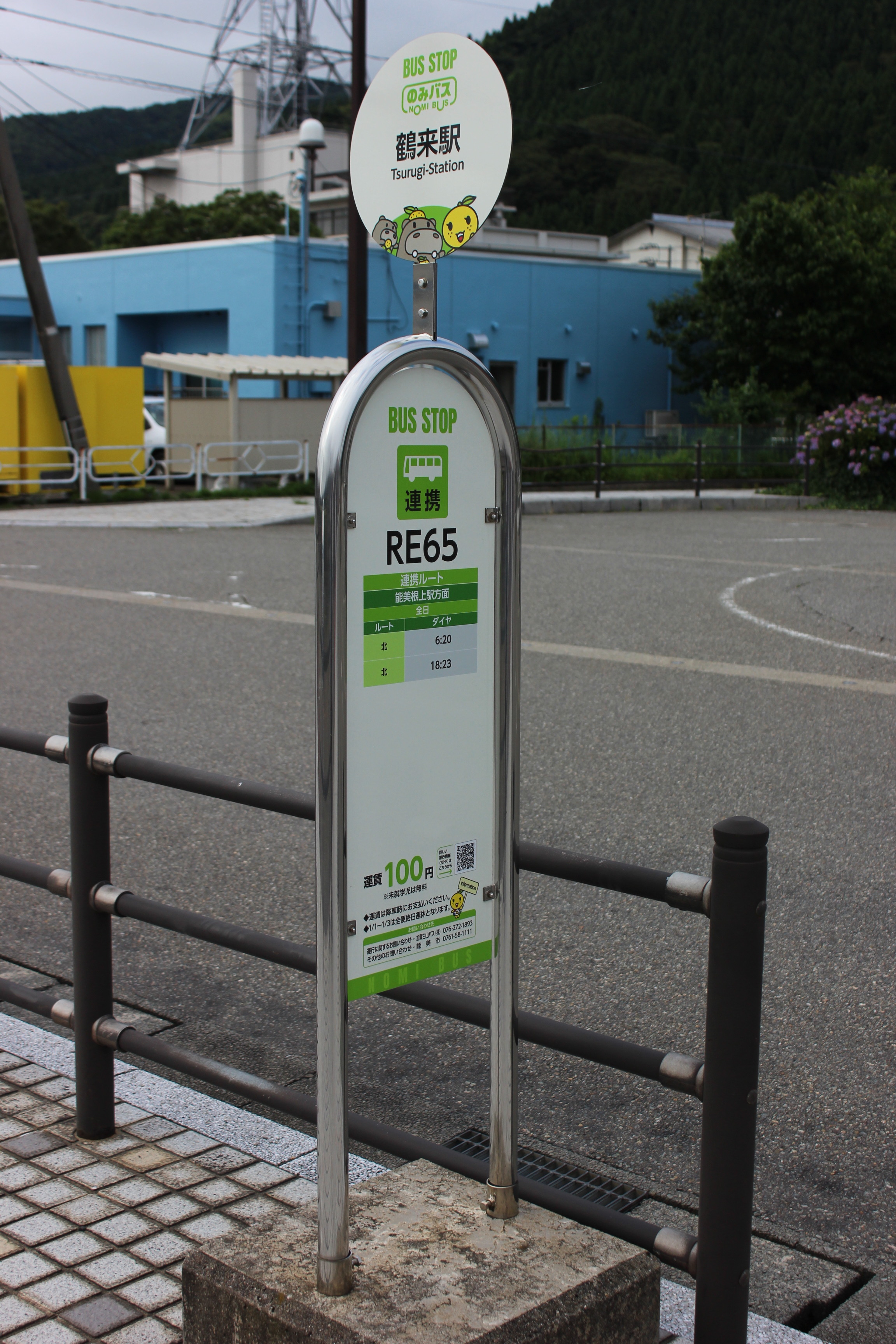
のみバス 鶴来駅停留所

    - 旧金名線と同様に一の宮、釜清水、白山下を通り、代替バスとして機能している[26]

  - 中宮B線（錦丘高校前 - 瀬女、学期休み期間運休）
  - 白山線（イオンモール白山・松任駅前 - 白峰車庫）

- 北陸先端科学技術大学院大学行きシャトルバス（JAIST Shuttle）
- 白山市コミュニティバス めぐーる
- 能美市コミュニティバス のみバス

## 車両基地
当駅の北側に車両基地（鶴来検車区）が併設されており、夜間滞泊も設定されている。

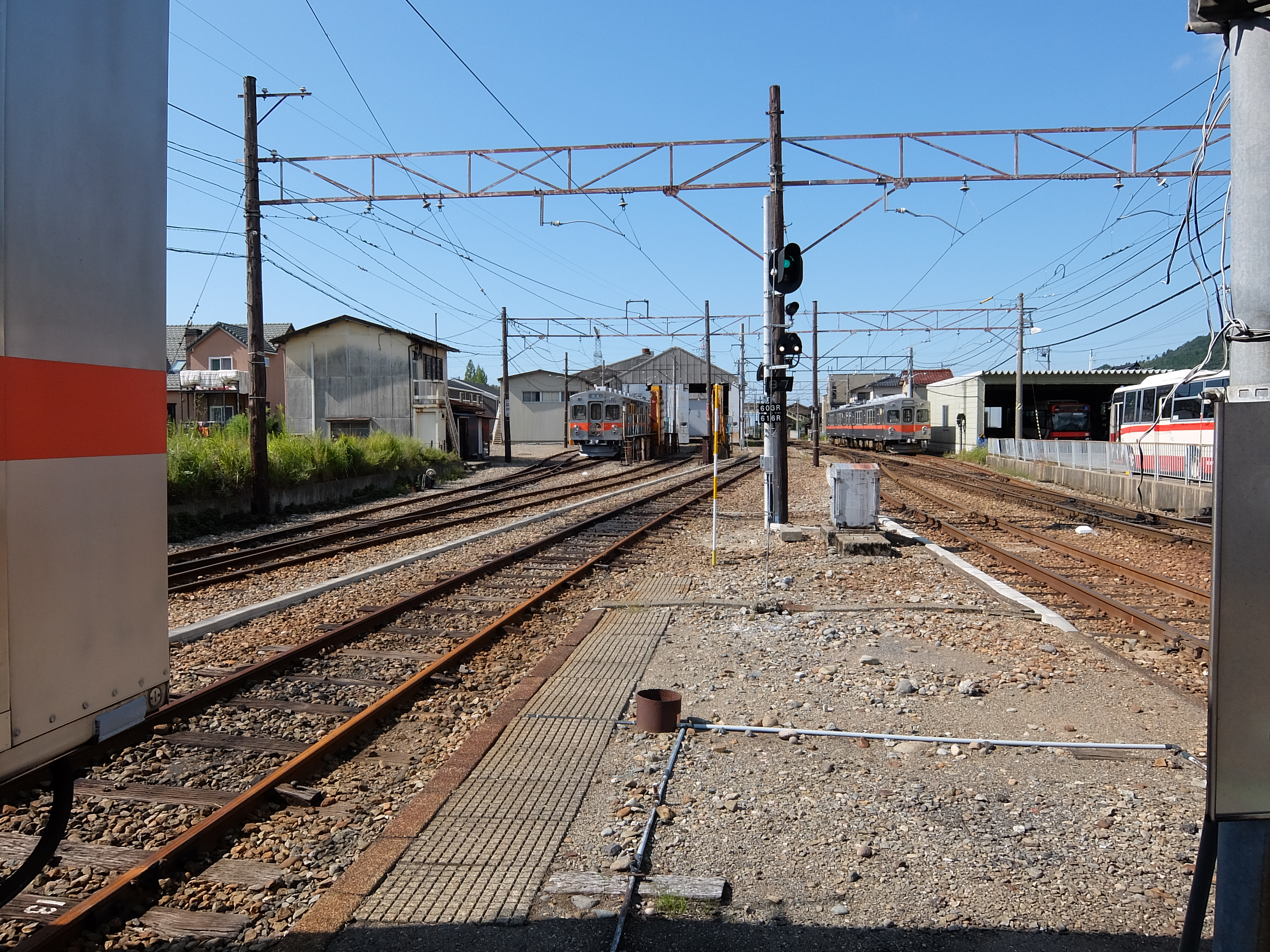
鶴来駅ホームより車両基地を望む
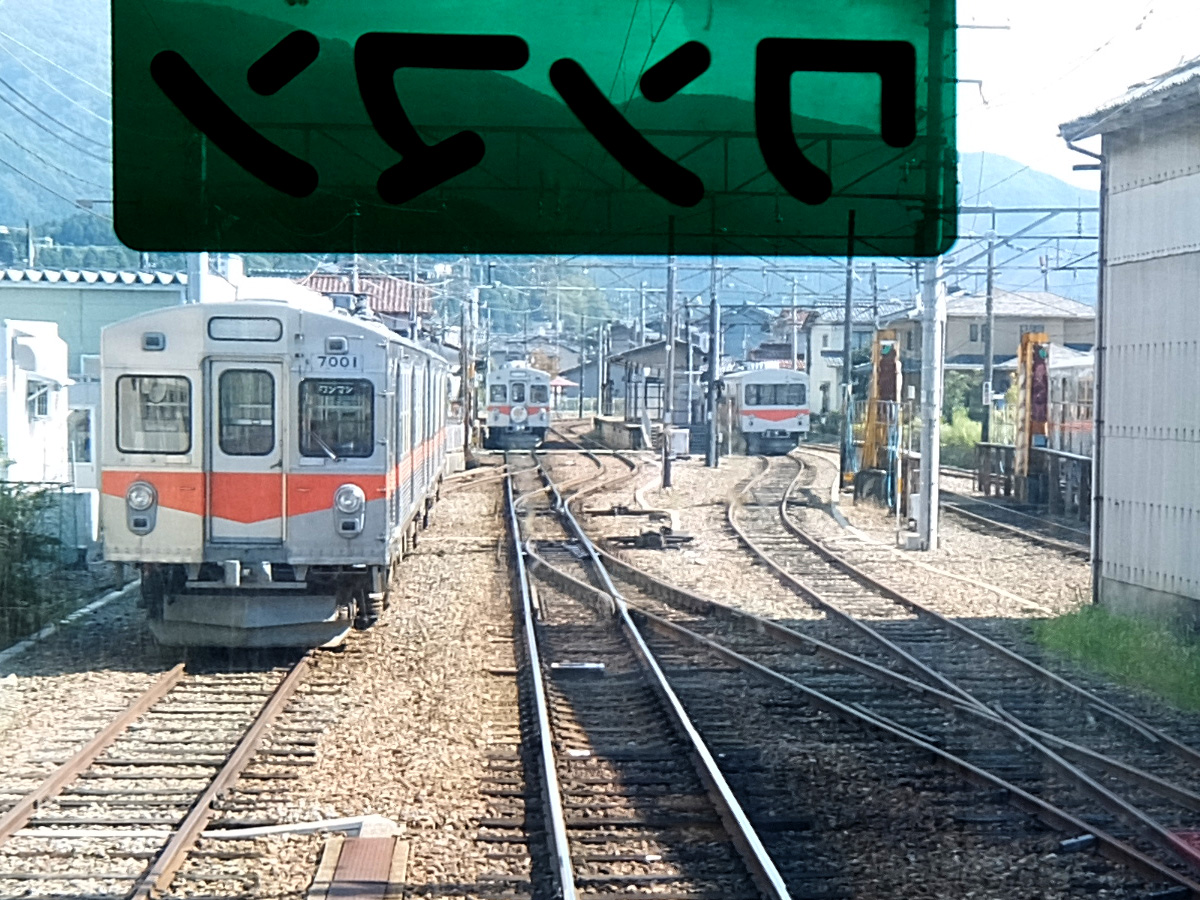
車窓から車両基地を眺める

## サイクルトレイン
当駅と野町駅では、1人1台まで自転車を電車に持ち込むことができるサイクルトレインを実施している（冬季を除く、平日は一部時間帯・土日祝日は終日）。なお、両駅を除く駅では利用不可能となっている。

## パークアンドライド
鶴来駅近くの白山市鶴来支所には、パークアンドライド用の駐車場が設置されている。いずれも支所内の指定部分でのみ利用可能となっている。
- 金沢市（Kパーク）[29]：平日のみ（休日は使用不可）、有料・事前申込制
- 白山市：電車・バス利用者のみ、無料

## 隣の駅
北陸鉄道
■石川線
日御子駅 (I16) - 鶴来駅 (I17)

### 廃止路線
北陸鉄道
石川線
鶴来駅 - 中鶴来駅
能美線
鶴来駅 - 本鶴来駅

#### 本文
1. ↑  鶴来駅 - まちの駅「獅子の里つるぎ」（鶴来商工会）
2. 1 2 3 4  鼠入昌史『終着駅巡礼』イカロス出版、2016年12月25日、68頁。ISBN 978-4-8022-0259-6。
3. 1 2  川島 2010, p. 83.
4. 1 2 3 4 5 6  朝日 2011, p. 18.
5. 1 2 3 4  寺田 2018, p. 43.
6. 1 2  RM231 2018, p. 15.
7. ↑  朝日 2011, p. 19.
8. 1 2 3 4 5  石川線100周年・浅野川線90周年記念ページ - 北陸鉄道
9. ↑  “「有吉くんの正直さんぽ」 新春SPは冬の金沢へ”. 産経ニュース. (2019年12月28日) 2021年12月29日閲覧。
10. ↑  “北陸鉄道、石川線で「おでん電車」臨時運行へ－ビール飲み放題も”. 金沢経済新聞 (2013年3月6日). 2021年12月29日閲覧。
11. 1 2 3 4 5 6  “金沢市と郊外を結ぶ「北陸鉄道」2路線−−10の謎解きの旅”. GetNavi web (2021年11月21日). 2021年12月29日閲覧。
12. ↑  RM231 2018, p. 37.
13. ↑  寺田 2018, p. 17.
14. ↑  寺田 2018, p. 19.
15. 1 2  『辰口町史 第四巻 現代編』辰口町、1982年6月30日、436頁。
16. ↑  『北陸鉄道50年史』北陸鉄道、1993年12月、274頁。
17. ↑  中日 2020, p. 64.
18. ↑  中日 2020, p. 70.
19. ↑  朝日 2011, p. 25.
20. ↑  寺田 2018, p. 32.
21. ↑  寺田 2018, p. 33.
22. ↑  “北陸鉄道、石川線鶴来(つるぎ)～加賀一の宮間の廃止を届け出”. マイナビニュース (2008年10月31日). 2021年2月7日閲覧。
23. 1 2 3  川島 2010, p. 12.
24. 1 2  鉄道ジャーナル 2014, p. 63.
25. 1 2  朝日 2011, p. 16.
26. ↑  鉄道ジャーナル 2014, p. 64.
27. ↑  川島 2010, p. 80.
28. ↑  “サイクルトレインについて”.   北陸鉄道. 2022年12月9日閲覧。
29. ↑  Kパーク募集概要 - 金沢市都市政策局交通政策課

#### 利用状況
白山市統計書
1. 1 2 3  “令和5年度版白山市統計書 運輸・通信 石川線乗降人員（1日平均）” (PDF).   白山市企画課. 2024年11月8日時点のオリジナルよりアーカイブ。2025年2月1日閲覧。
2. 1 2 3 4 5  “平成17年度版白山市統計書 運輸・通信 石川線乗車人員（1日平均）” (PDF).   白山市企画課. 2024年11月8日時点のオリジナルよりアーカイブ。2021年12月29日閲覧。
3. 1 2 3 4 5  “平成22年度版白山市統計書 運輸・通信 石川線乗降人員（1日平均）” (PDF).   白山市企画課. 2024年11月8日時点のオリジナルよりアーカイブ。2021年12月29日閲覧。
4. 1 2 3 4 5  “平成27年度版白山市統計書 運輸・通信 石川線乗降人員（1日平均）” (PDF).   白山市企画課. 2024年11月8日時点のオリジナルよりアーカイブ。2021年12月29日閲覧。
5. 1 2 3  “令和2年度版白山市統計書 運輸・通信 石川線乗降人員（1日平均）” (PDF).   白山市企画課. 2024年11月8日時点のオリジナルよりアーカイブ。2021年12月29日閲覧。
6. 1 2 3  “令和3年度版白山市統計書 運輸・通信 石川線乗降人員（1日平均）” (PDF).   白山市企画課. 2024年11月8日時点のオリジナルよりアーカイブ。2022年4月6日閲覧。